# Fernand Marçais
Fernand Marçais est un homme politique français né le 7 mars 1882 à Rennes (Ille-et-Vilaine) et décédé le 22 novembre 1945 à Menton (Alpes-Maritimes).
Ingénieur agronome et industriel, il est conseiller général et député d'Ille-et-Vilaine de 1919 à 1924, inscrit au groupe de l'Entente républicaine démocratique.

## Sources
- « Fernand Marçais », dans le Dictionnaire des parlementaires français (1889-1940), sous la direction de Jean Jolly, PUF, 1960 [détail de l’édition]
- Ressource relative à la vie publique :   - Base Sycomore